# Nimetön (ö i Norra Karelen)
Nimetön är en ö i Finland. Den ligger i sjön Puruvesi och i kommunen Kides i den ekonomiska regionen  Mellersta Karelens ekonomiska region  och landskapet Norra Karelen, i den sydöstra delen av landet, 300 km nordost om huvudstaden Helsingfors. Öns area är 0,2 hektar och dess största längd är 50 meter i nord-sydlig riktning.